# (225273) 2128 P-L
(225273) 2128 P-L (2128 P-L, 2005 QB6) — астероїд головного поясу, відкритий 26 вересня 1960 року.
Тіссеранів параметр щодо Юпітера — 3,482.